# Uxbridge
Uxbridge é uma cidade suburbana da Inglaterra, localizada na região noroeste da Grande Londres e administrada como parte do burgo (borough) londrino de Hillingdon. É um subúrbio desenvolvido, situado a 24 quilômetros a noroeste de Charing Cross e próximo à divisa com o condado de Buckinghamshire.
A população de Uxbridge em 2001 era de 62 mil pessoas, incluindo os estudantes residentes da Universidade de Brunel.